# Sistemas de vigilancia de navegación aérea
La naturaleza de los Sistemas de vigilancia de navegación aérea es de carácter tecnológico (tecnologías de la información y telecomunicaciones). 
Son sistemas cuyo objetivo es la «ayuda a la navegación aérea» y están formados por tres subsistemas (secuenciales en el tratamiento de la información) y bien diferenciados:

## Subsistema embarcado
- Sistemas ubicados en aeronaves o vehículos.
- Nutren de información al sistema.

## Subsistema sensorial
- Sistemas ubicados en lugares comúnmente terrestres, aunque pueden existir sensores equipados en aeronaves, vehículos o diferentes tipos de transportes como una fragata).
- Detectan y proveen información a cada centro de control de tráfico aéreo (Air Traffic Control Center).

## Subsistema de control
- Sistemas ubicados en centros informatizados de tratamiento de información.
- Representan información de ubicaciones detectadas de posiciones de vigilancia aérea, detectan y alertan de fallos en el sistema o en los artefactos y ayuda a la toma de decisiones en la navegación.

## Existen los siguientes tipos de sensores
- Radar primario de vigilancia (Primary Surveillance Radar, PSR)
- Radar secundario de vigilancia (Secondary Surveillance Radar, SSR)
- Sistemas dependientes basado en squitters (emisiones espontáneas de los aviones con información de posición,etc.): Tecnologías ADS (ADS-B, ADS-R, TIS-B, FIS-B, ...).
- Sistemas de radares primarios de movimiento en superficie (para entornos aeroportuarios)
- Sistemas de multilateración que permiten triangular la posición de los aviones sobre la base de las transmisiones de los radares secundarios
- Sistemas de comunicación de voz.

- Datos: Q6130014